# زرد اتوبوسی
زرد اتوبوسی رنگی است که به‌طور خاص برای استفاده در اتوبوس‌های مدرسه در آمریکای شمالی در سال ۱۹۳۹ فرموله شد. این رنگ که در ابتدا National School Bus Chrome نام داشت، اکنون به‌طور رسمی در کانادا و ایالات متحده به عنوان زرد درخشان اتوبوس مدرسه شناخته می‌شود. برای چندین سال، رنگدانه این رنگ زرد کروم بود که حاوی سرب است. 
- در ایران، علاوه بر اتوبوس‌های زرد قدیمی، رنگ عمومی تاکسی‌ها است.

## نگارخانه

نمونه‌های از اتوبوس‌های زرد
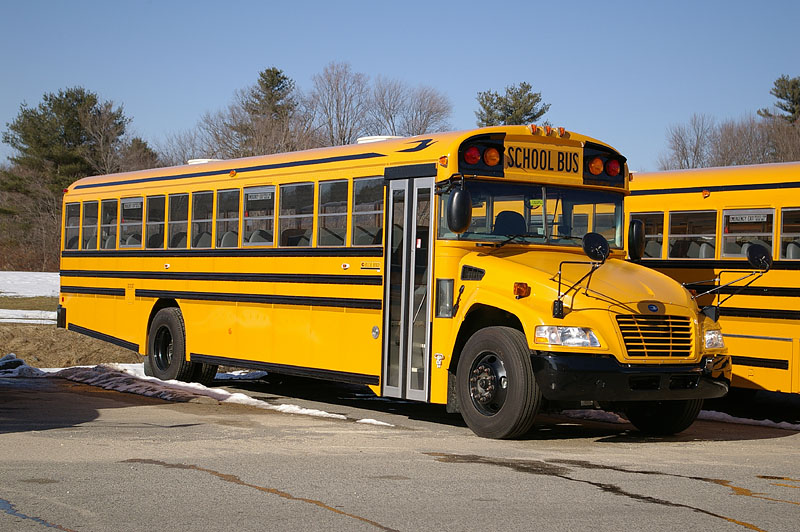
یک اتوبوس مدرسه معمولی در ایالات متحده
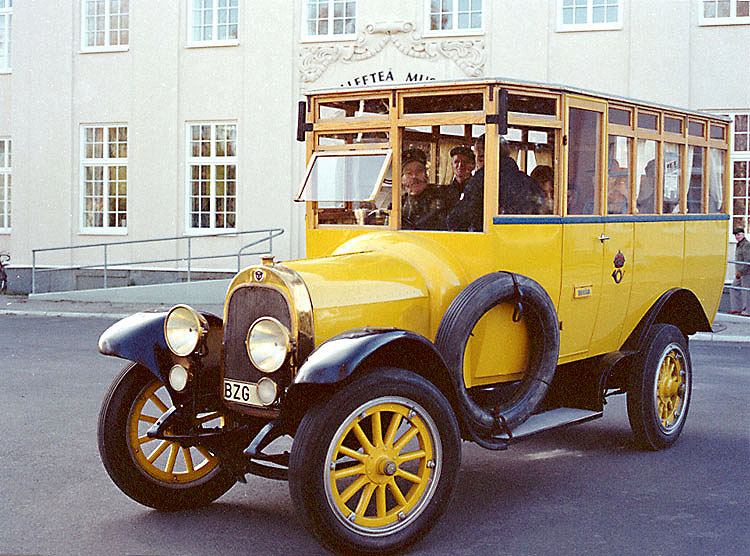
پست اتوبوسی اسکانیا-وابیس سوئدی در اواسط دهه ۱۹۲۰
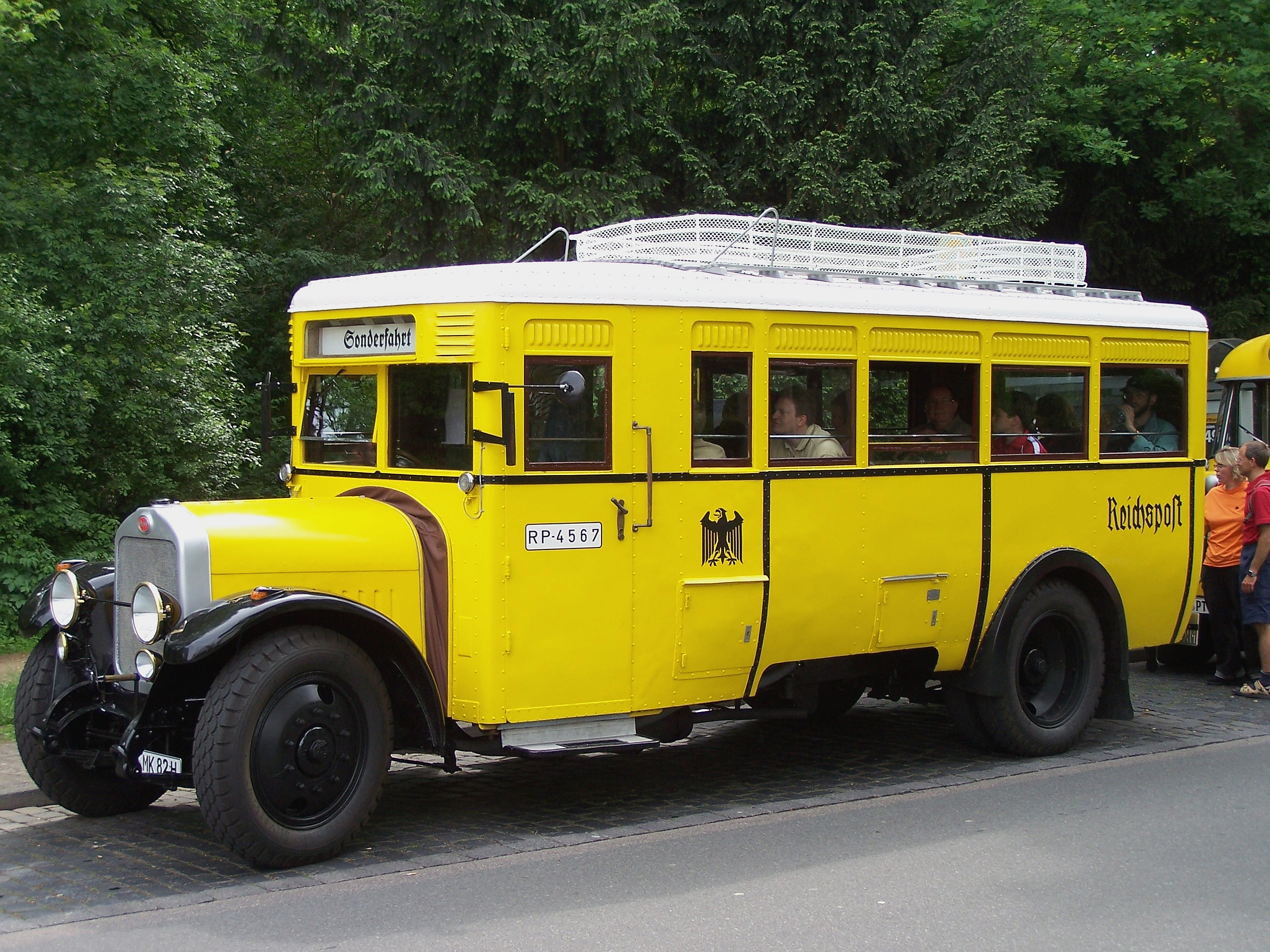
پست اتوبوسی آلمان در سال ۱۹۲۵
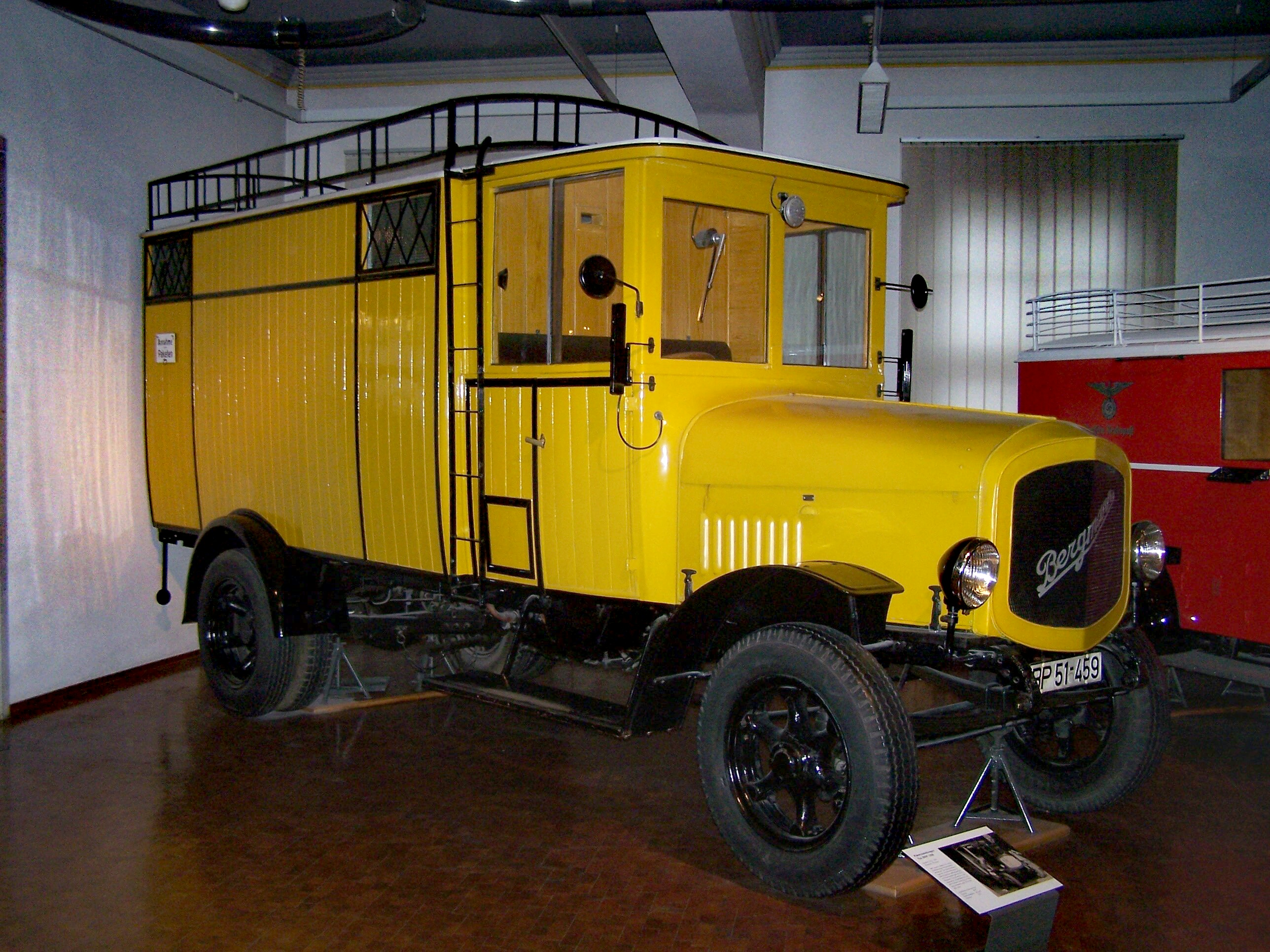
ون تحویل بسته آلمانی Reichspost در میانه دهه ۱۹۲۰
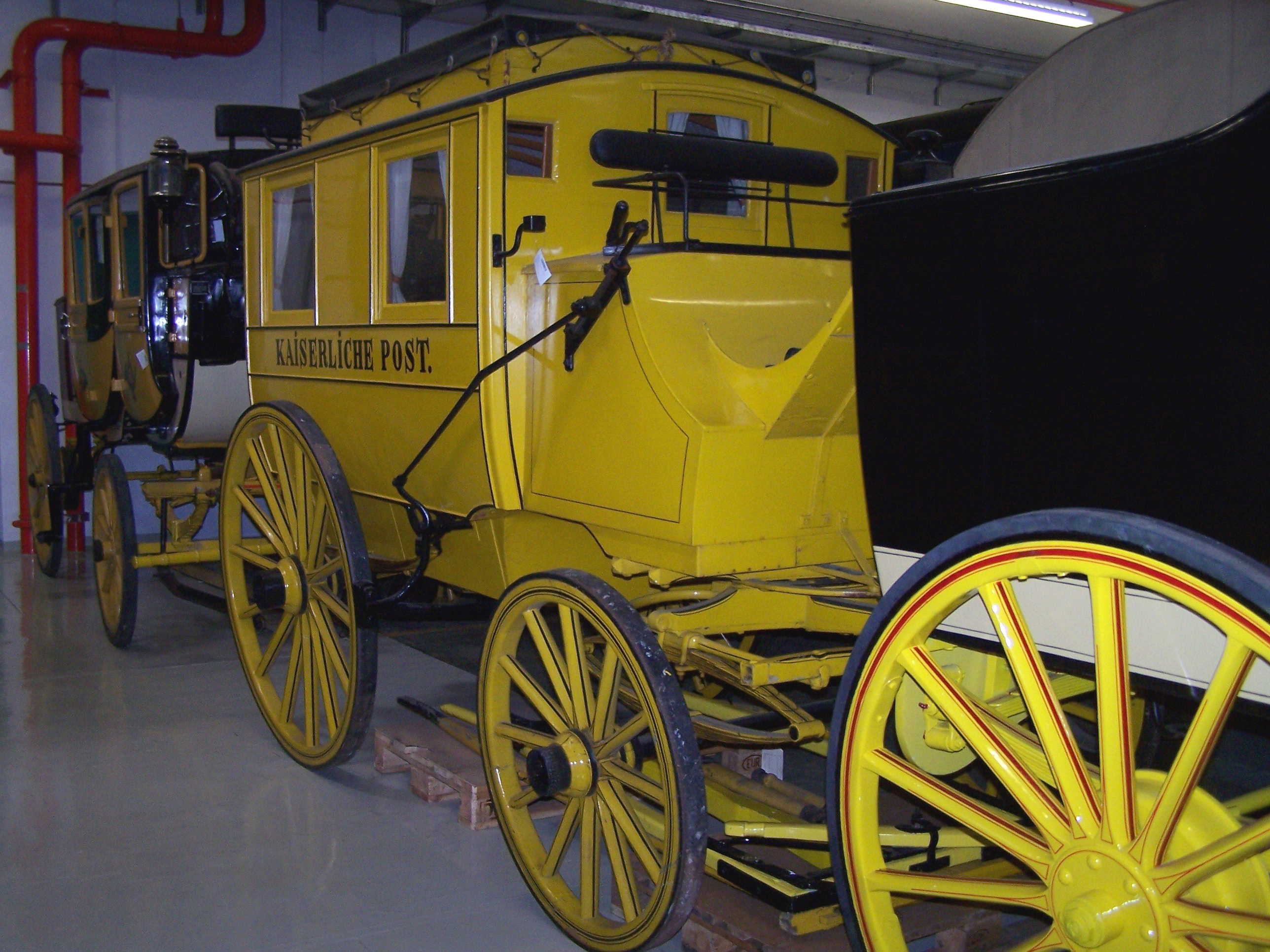
کالسکه پستی آلمانی Reichspost قرن نوزدهمی هم برای مسافران و هم برای پست
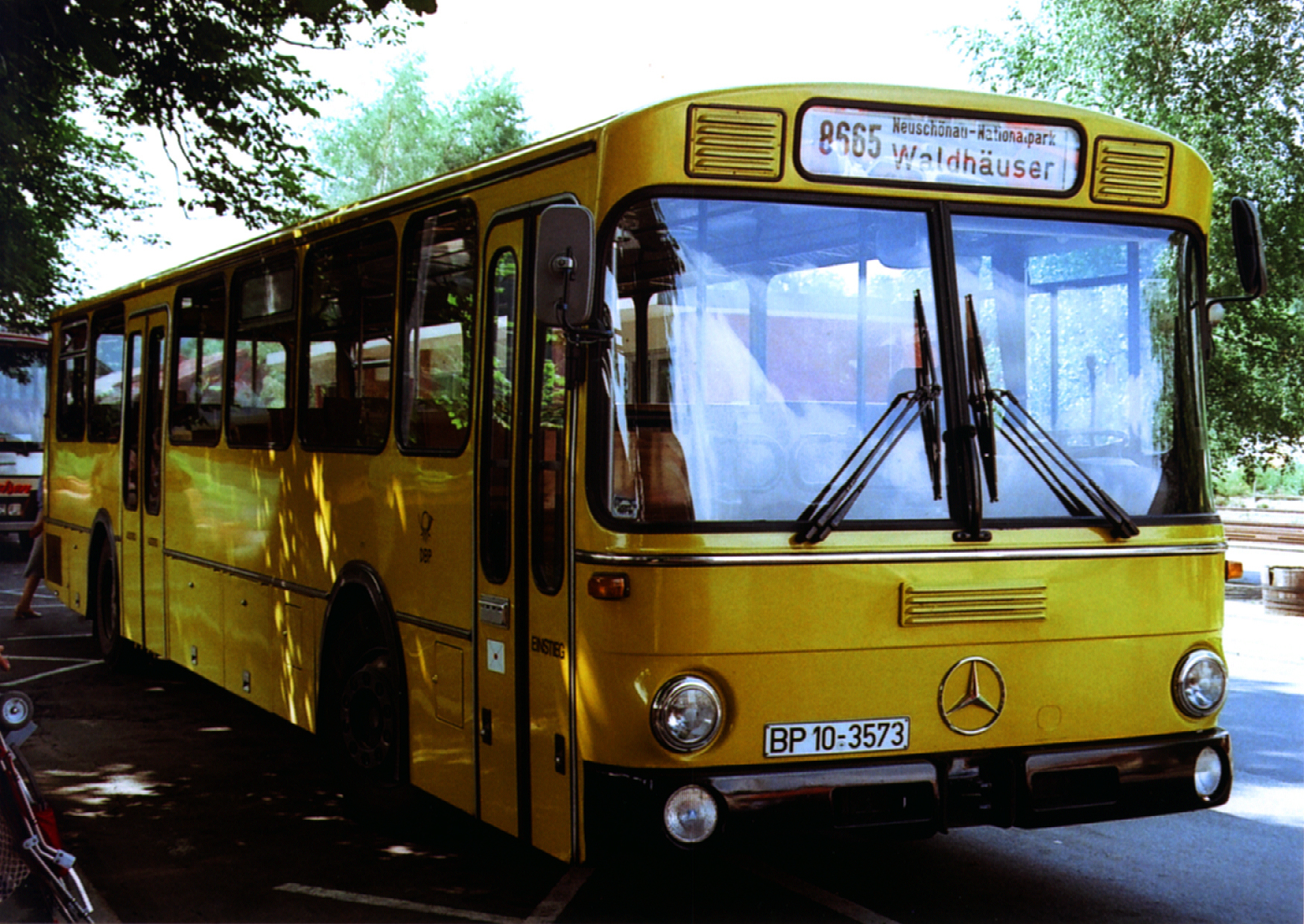
پست اتوبوسی آلمان (دهه ۱۹۸۰)
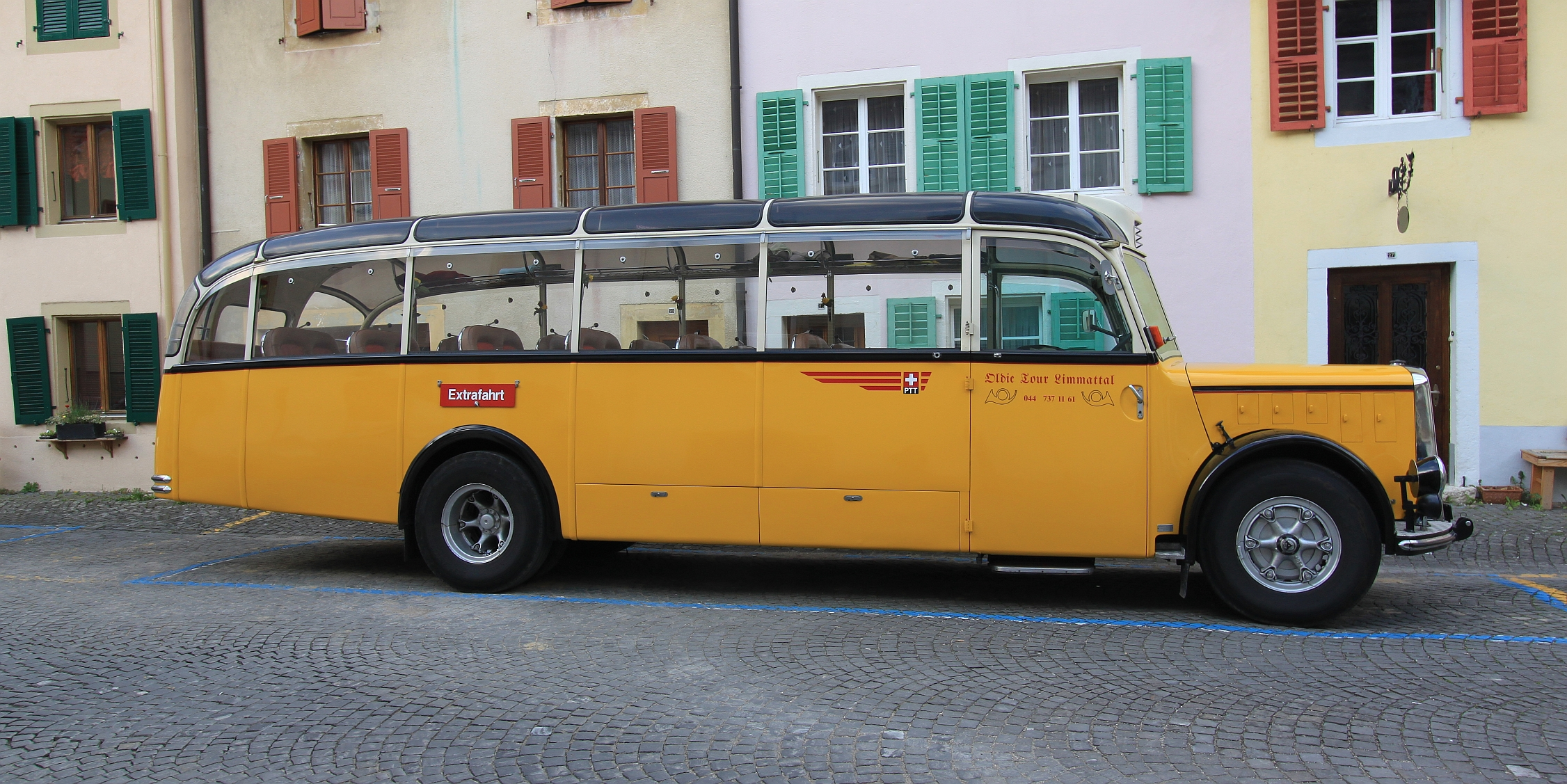
پست اتوبوسی Saurer در سوئیس در سال ۱۹۵۳
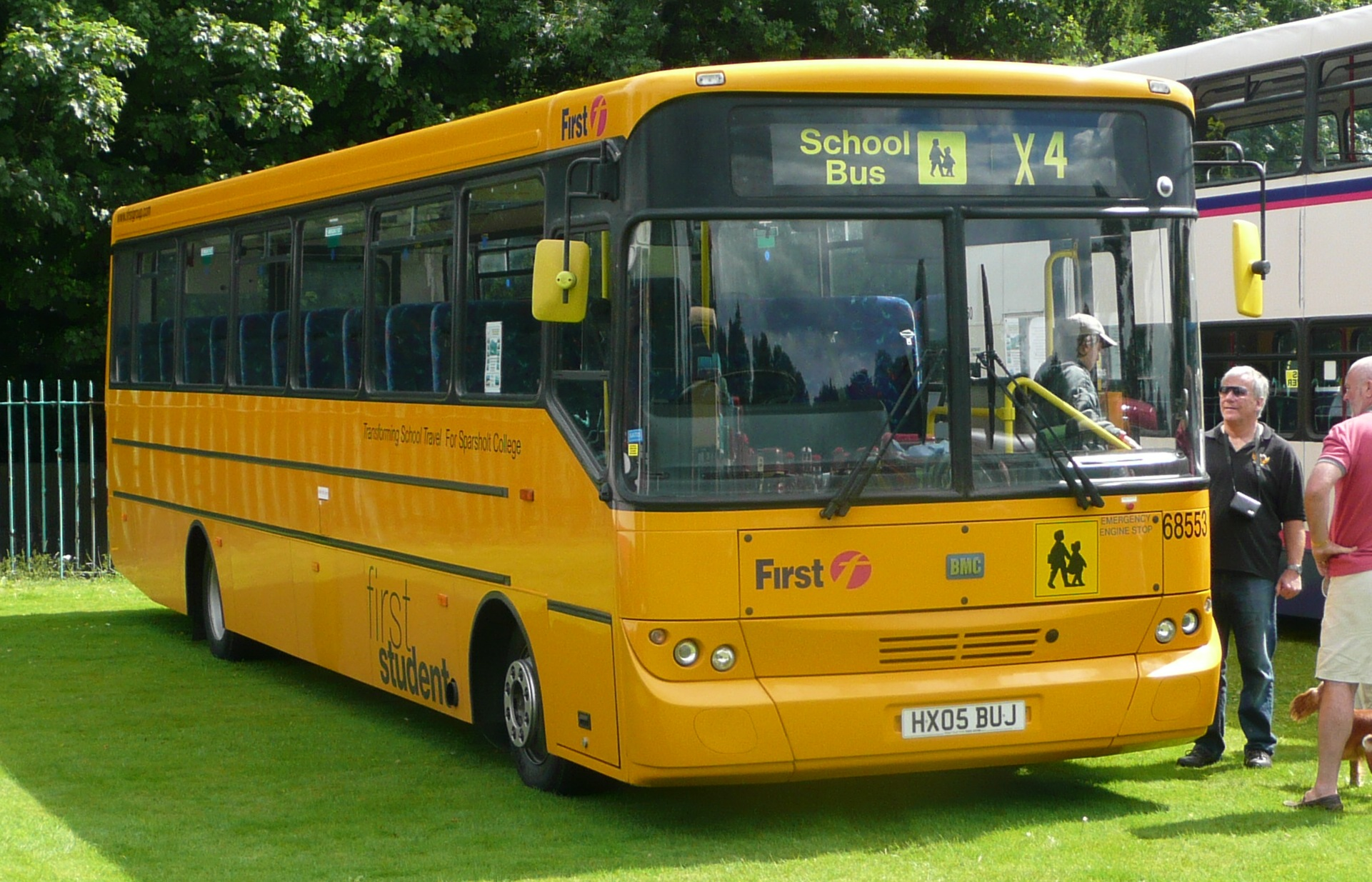
نخستین اتوبوس مدرسه دانش آموز انگلستان با رنگ زرد اتوبوس مدرسه آمریکایی